# Eochaid VIII Ailtlethan
Eochaid VIII Ailtlethan („z Broad Joints” lub „z Broad House”) – legendarny zwierzchni król Irlandii z dynastii Milezjan (linia Eremona) w latach 181-174 p.n.e. Syn Oiliolla (Aililla) III Caisfiaclacha („z Krzywymi Zębami”), zwierzchniego króla Irlandii.
Objął, według średniowiecznej irlandzkiej legendy i historycznej tradycji, władzę w wyniku zabójstwa swego poprzednika i dalekiego kuzyna, Adamaira Foltchaoina („o Delikatnych Włosach”). Są rozbieżności w źródłach, co do czasu jego rządów. Roczniki Czterech Mistrzów podały siedemnaście, Księga najazdów Irlandii („Lebor Gabála Érenn”) podały jedenaście, zaś Roczniki z Clonmacnoise siedem lat rządów. Zginął w bitwie z ręki swego następcy, Fergusa Fortamaila („Silnego” lub „Walecznego”), wnuka arcykróla Aengusa II Ollama. 

## Potomstwo
Eochaid pozostawił po sobie dwóch synów: 
- Aengus Tuirmech Temrach, przyszły mściciel śmierci ojca oraz zwierzchni król Irlandii
- Ederscel Temrach, miał syna:
  - Conall I Collamrach, przyszły zwierzchni król Irlandii